# Іван Кав'єдес
Іван Кав'єдес (ісп. Iván Kaviedes; нар. 24 жовтня 1977, Санто-Домінго, Еквадор) — еквадорський футболіст, що грав на позиції нападника.
Виступав за низку латиноамериканських і європейських клубів, а також національну збірну Еквадору.
Володар Кубка Лібертадорес.

## Клубна кар'єра
У дорослому футболі дебютував 1998 року виступами за команду клубу «Емелек», в якій того року взяв участь у 36 матчах чемпіонату.
Згодом з 1999 по 2002 рік грав у складі команд клубів «Перуджа», «Сельта Віго», «Пуебла» та «Реал Вальядолід».
Своєю грою за останню команду привернув увагу представників тренерського штабу клубу «Порту», до складу якого приєднався 2001 року. Проте навіть дебютувати у складі команди з Порту в національній першості Португалії йому не довелося.
Протягом 2002—2005 років захищав кольори клубів «Барселона» (Гуаякіль), «Сельта Віго», «Депортіво Кіто» та «Крістал Пелес».
2005 року уклав контракт з клубом «Архентінос Хуніорс», у складі якого провів наступний рік своєї кар'єри гравця.
З 2006 по 2014 рік продовжував кар'єру в клубах «Депортіво Ель Насьйональ», «ЛДУ Кіто», «Макара», «Аукас» та «ЛДУ Лоха». Протягом цих років виборов титул володаря Кубка Лібертадорес.
Завершив професійну ігрову кар'єру у клубі «ЛДУ Портов'єхо», за команду якого виступав протягом 2014 року.

## Виступи за збірну
1996 року дебютував в офіційних матчах у складі національної збірної Еквадору. Протягом кар'єри у національній команді, яка тривала 16 років, провів у формі головної команди країни 57 матчів, забивши 17 голів.
У складі збірної був учасником розіграшу Кубка Америки 1999 року у Парагваї, чемпіонату світу 2002 року в Японії та Південній Кореї, чемпіонату світу 2006 року в Німеччині.

## Досягнення
- Володар Кубка Лібертадорес:

«ЛДУ Кіто»: 2008